# Kern (groupe)
Pour les articles homonymes, voir Kern.
Kern est un groupe de musique bretonne fondé en 1992, par Kristen Nikolas et Didier Dréau.

## Biographie

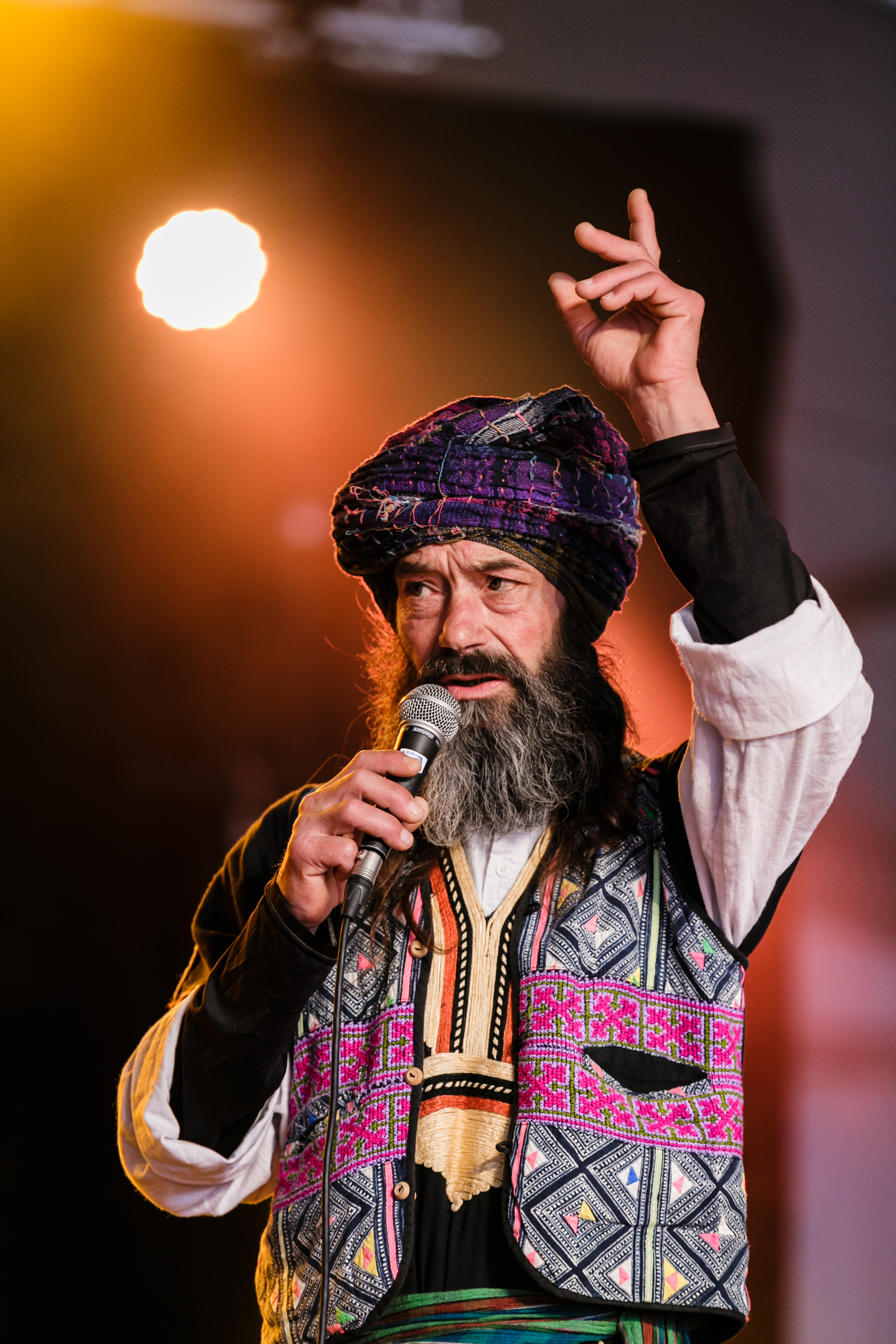
Kristen Nikolas
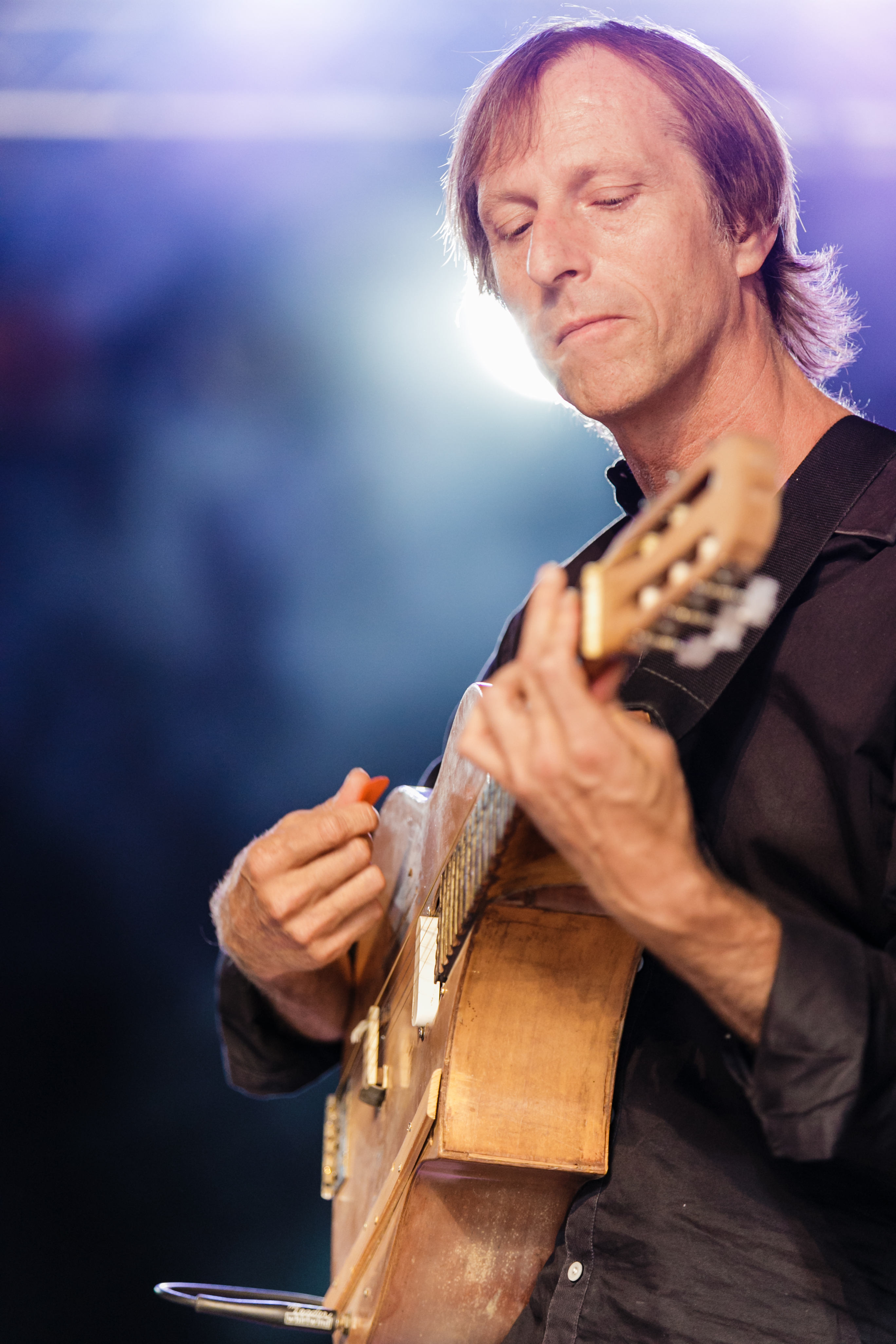
Didier Dréau
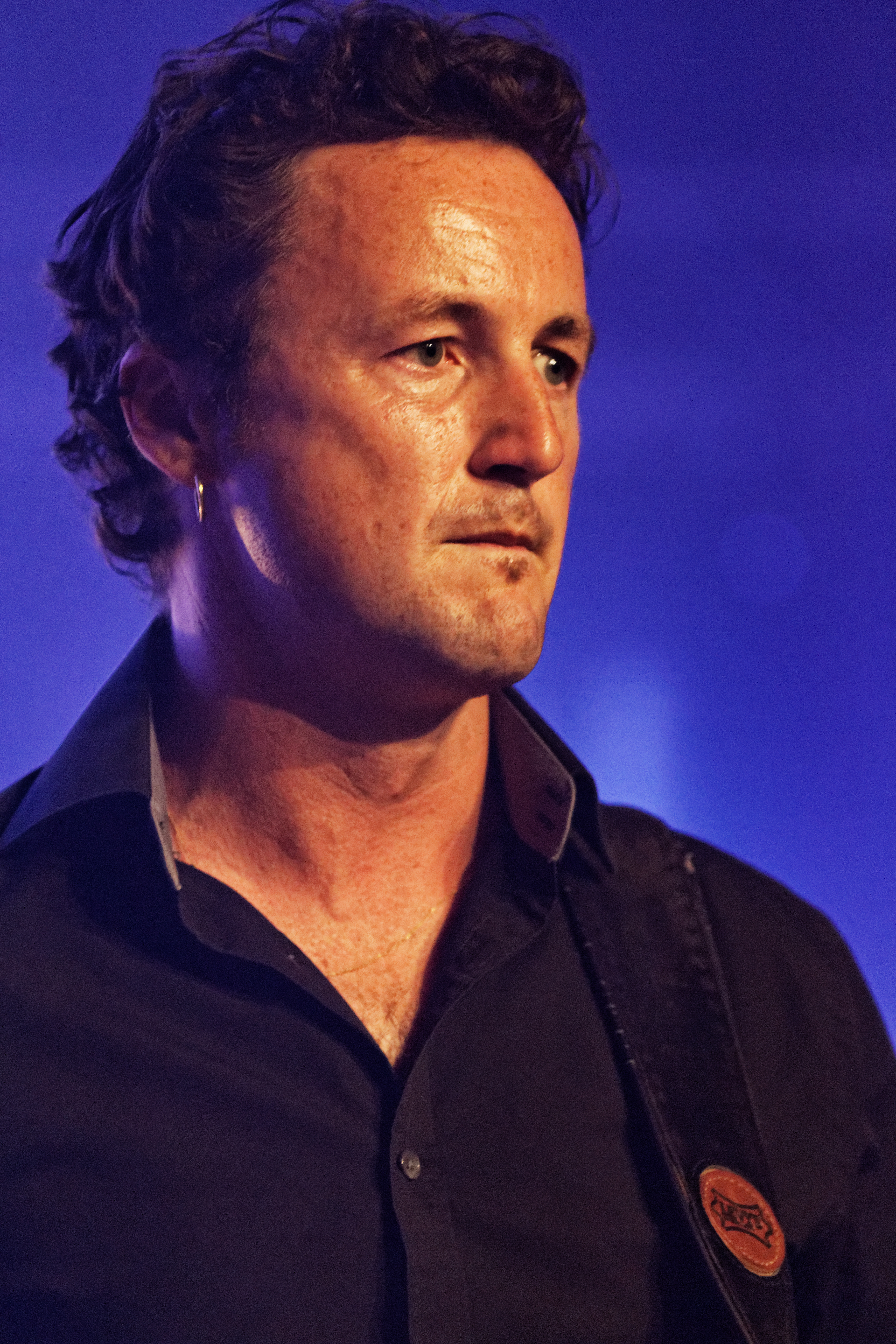
Erwan Volant

Kristen Nikolas et Didier Dréau forment le groupe initial. Le premier a commencé sa carrière en tant que chanteur de Kan ha diskan avant de voyager dans plusieurs régions du monde et s'est imprégné des différentes cultures qu'il a rencontrées. Didier Dréau a une formation jazz et a passé quelques années en Galice, avant de revenir en Bretagne. Ils se sont entourés d'Erwan Volant à la basse, et de Dominique Le Bars aux percussions.
Leur première tournée date de 1993, et ils font la première partie du spectacle de Tri Yann, à l'Olympia, le 10 mai 1996.
Entre deux concerts, ils sortent un premier CD en 1995, Lusk An Amzer, puis en 1996, Envorioù Gwechall. Pour ce deuxième CD, ils s'entourent de Christophe Dagorne à la basse, David Ruzawenn et Jean-Christophe Boccou à la batterie, Jacques Moreau aux percussions, Jean-Louis Henaff (penn soner du Bagad Kemper) à la bombarde, Erik Henaff au binioù kozh, Jean-Philippe Brun au violon, Yannick Jory (membre des Pires) au saxophone, et de Nolwenn Korbell au chant. Ensuite le groupe sera composé de Kristen Nikolas (chant), Didier Dreau (guitares), Gael Le Bouffant (basse), Dominique Le Bars (batterie percu clavier).
2012 marque le retour du groupe sur la scène bretonne. Après une pause d'une dizaine d'années, Didier  Dréau et Jean Christophe Boccou, forts de leurs expériences auprès de nombreux artistes de la scène celtique (Nolwenn Korbell, Glaz, Tremar) rallument la flamme Kern et s'entourent d'Erwan Volant à la basse, déjà présent dans la formule originelle et d'Eric Menneteau au chant qui succède à Kristen Nicolas. Le groupe prépare une nouvelle tournée et prévoit un nouvel album pour le printemps 2012.

## Discographie
- 1995 : Lusk an Amzer
- 1996 : Eñvorioù Gwechall
- 2012 : Kanog An Tan